# Banbury United F.C.
Banbury United là một câu lạc bộ bóng đá Anh nằm ở Banbury, Oxfordshire, đang thi đấu tại Southern League Premier Division. Họ có biệt danh là The Puritans và chơi trên sân nhà Spencer Stadium. Đội bóng lúc đầu có tên là Spencer Villa.

## Lịch sử

### Những năm đầu tiên
Banbury United được thành lập năm 1931, có tên gọi là Spencer Villa. Tại thời điểm này thì đây là một CLB xí nghiệp. Năm 1934, họ đổi tên thành Banbury Spencer và chuyển đến Spencer Stadium. Đội bóng đạt được rất nhiều thành công, vô địch hầu hết các mùa giải mà họ thi đấu.
CLB được chọn vào Birmingham Combination năm 1935. Năm 1947 số khán giả trung bình đến xem đạt con số 3,500. Họ vào đến vòng 1 của FA Cup, và thua 2–1 trước Colchester United. CLB cũng phá vỡ kỉ lục số khán giả đến cổ vũ ngày trong mùa kế tiếp, với hơn 7,000 người chứng kiến họ thất bại trước Oxford City ở vòng loại thứ ba của FA Cup.
Năm 1962, chủ sở hữu CLB thông báo muốn bán CLB đi và trong năm 1965, CLB được mua lại bởi một nhóm các doanh nhân địa phương. Họ đổi tên từ Banbury Spencer sang Banbury United. Cựu cầu thủ của Chelsea, West Ham United và Arsenal Len Goulden, được bổ nhiệm làm HLV.
Năm 1966, đội bóng gia nhập Southern League. Họ ở lại Southern League trong 24 năm. Ở thời điểm này CLB vô địch Midland Floodlit Cup và vào đến vòng 1 của FA Cup, và thua Northampton Town trong trận đấu lại.
Tuy nhiên, vào cuối những năm 1970, Banbury vấp phải vấn đề tài chính khổng lồ và năm 1984 CLB gần như phá sản. CLB phải từ bỏ quyền sở hữu sân vận động. Mùa giải 1989–90, Banbury lần đầu tiên trong lịch sử bị xuống hạng. Người chủ mới của sân vận động đe dọa sẽ bán nó đi và trong một giai đoạn ngắn, CLB nằm trên bờ vực của sự giải thể. Và mối đe dọa đã trôi qua khi CLB đã được cứu bởi một nhóm nhỏ các tình nguyện viên.
Banbury suy sụp ở Hellenic League trong nhiều năm, khi đó họ trải qua rất nhiều vấn đề tài chính. Nhưng vào năm 1997, ủy ban CLB đã có một số cải thiện về tài chính của đội bóng.

### Lịch sử hiện đại
Trước khi mùa giải 1999–2000 khởi tranh, cựu cầu thủ của Newcastle United, Oxford United và Queens Park Rangers Kevin Brock được trao quyền HLV. Trước khi kết thúc năm 1999, Banbury kém đội dẫn đầu của Hellenic League Highworth Town đến 19 điểm, nhưng chuỗi 13 trận thắng liên tiếp và 62 điểm giành được trong năm mới đã giúp cho Banbury vượt qua Highworth và bám trụ vững chắc vị trí đầu bảng.
Do sự tái cấu trúc của bóng đá "không liên đoàn" (non-league), CLB biết răng nếu mùa giải 2003–04 họ đứng ở trong top 7 hoặc vị trí thứ 8 và thắng play-off, họ sẽ thăng hạng lên Southern League Premier Division. Norman Sylla rời khỏi CLB và gia nhập đội bóng của Conference Redditch United. Banbury dao động giữa vị trí thứ 5 và thứ 9 trong hầu hết mùa giải và với 12 trận còn lại thì có vẻ như họ không thể có vị trí chung cuộc trong top 7 bởi vì các kình địch của đội bóng thi đấu rất dễ dàng. Banbury thắng 8 trong tất cả các trận còn lại và xếp thứ 8 chung cuộc, giành một suất đá play-off với Sutton Coldfield Town để giành quyền thăng hạng. Trận đấu được diễn ra trên sân Spencer Stadium nhờ vào thành tích cao trong suốt cả mùa giải. Sau 90 phút thi đấu chính thức trận đấu không có bàn thắng nào. Đầu hiệp phụ thứ 2, Sutton vươn lên dẫn trước, nhưng bàn gỡ hòa của Jason Allen đã cân bằng thế trận và trong những phút cuối cùng, Wayne Blossom góp nên chiến thắng để giúp Banbury thăng hạng.
Mùa giải 2004–05, Banbury tránh được khỏi việc xuống hạng trong trận đấu áp chót của mùa giải. Mùa giải tiếp theo, toàn bộ mùa giải Banbury nằm trong nửa trên của bảng xếp hạng và có vẻ như họ có thể giành được một suất play-off. Tuy nhiên, sự giảm sút phong độ sau đó đã khiến Banbury xếp thứ 7 chung cuộc. Kevin Brock rời CLB sau 8 năm gắn bó và được thay bởi Kieran Sullivan, cựu cầu thủ của Banbury. Trong mùa giải đầu tiên ông đã giúp đội bóng đứng vị trí thứ 9 với nguồn quỹ hạn hẹp. Tuy nhiên trong mùa giải thứ 2, sau một chuỗi thất bại, Sullivan từ chức và Banbury bổ nhiệm Billy Jeffery làm HLV vào tháng 3 năm 2009. Ady Fuller nhậm chức HLV vào tháng 7 năm 2011 nhưng rời CLB vào tháng 9 năm 2012 khi một đội quản lý mới của Edwin Stein và Paul West được thêm vào.

## Mùa giải
| Năm     | Mùa giải                                  | Cấp độ | Số trận đã đấu | W  | D  | L  | GF | GA  | GD  | Điểm | Vị thứ | Cầu thủ ghi nhiều bàn thắng nhất | Cầu thủ ghi nhiều bàn thắng nhất | FA Cup | FA Cup | FA Trophy | FA Trophy | Số khán giả trung bình đến xem |
| Năm     | Mùa giải                                  | Cấp độ | Số trận đã đấu | W  | D  | L  | GF | GA  | GD  | Điểm | Vị thứ | Tên                              | Số bàn thắng                     | Res    | Rec    | Res       | Rec       | Số khán giả trung bình đến xem |
| ------- | ----------------------------------------- | ------ | -------------- | -- | -- | -- | -- | --- | --- | ---- | ------ | -------------------------------- | -------------------------------- | ------ | ------ | --------- | --------- | ------------------------------ |
| 2009-10 | Southern Football League Premier Division | 7      | 42             | 14 | 13 | 15 | 53 | 67  | -14 | 55   | 12/22  | David Stone                      | 17                               | QR1    | 0-1-1  | QR2       | 1-2-1     | 312                            |
| 2010-11 | Southern Football League Premier Division | 7      | 40             | 11 | 8  | 21 | 44 | 67  | -23 | 40*  | 16/21  | Nabil Shariff                    | 6                                | QR1    | 0-0-1  | QR2       | 1-1-1     | 274                            |
| 2011-12 | Southern Football League Premier Division | 7      | 42             | 13 | 10 | 19 | 54 | 61  | -7  | 49   | 16/22  | Ricky Johnson                    | 12                               | QR1    | 0-0-1  | QR3       | 2-1-1     | 273                            |
| 2012-13 | Southern Football League Premier Division | 7      | 42             | 14 | 9  | 19 | 60 | 75  | -15 | 51   | 16/22  | Albi Skendi                      | 10                               | QR1    | 0-1-1  | QR1       | 0-2-0     | 220                            |
| 2013-14 | Southern Football League Premier Division | 7      | 44             | 14 | 5  | 25 | 64 | 116 | -52 | 47   | 19/23  | Kynan Isaac                      | 12                               | QR1    | 0-0-1  | QR1       | 0-0-1     | 242                            |

## Sân vận động
Banbury United chơi trên sân nhà Spencer Stadium, Station Approach, Banbury, Oxfordshire, OX16 5AB.
Sân vận động có sức chứa 2,000 người và một khán đài 250 chỗ ngồi có tên 'John Nicholls Stand', đặt theo tên nhà tài trợ của CLB. Mái của khán đài Town End stand bị tốc bởi gió mạnh năm 2007, nhưng đã được sửa chữa lại. CLB ký hợp đống với Robin Faccenda đến năm 2009.
Banbury United thi đấu ở đây kể từ năm 1934. Có người cho rằng phần mái và trước đó đã bị tốc đi, có lẽ là phần gốc duy nhất của sân vận động khi mà Banbury United mới chuyển đến đây.
Năm 2010, Banbury United, sau khi trao đổi với hội đồng quận Cherwell, thông báo việc di chuyển sang sân vận động mới, được xây gần nơi đề xuất của một vùng đất làm nhà gần vùng Bankside của Banbury. Kế hoạch đó được thông qua sự chấp nhận công khai vào mùa hè năm 2010, đối lại với sự ép buộc về tài chính.

## Các danh hiệu
- Hellenic Football League Premier Division :[2]
  - Vô địch: 1999-00
- Birmingham Combination League :[3]
  - Á quân: 1947-48
- Oxfordshire Senior Cup:
  - Vô địch: 2003–04, 2005–06, 2006–07
  - Á quân: 2000-01, 2007–08, 2008–09, 2009–10
- Hellenic League Premier Division Cup:[4]
  - Á quân: 1991-92
- Buckingham Charity Cup:[5]
  - Vô địch: 2001-02

## Các kỉ lục
- Vị trí cao nhất trong giải đấu: thứ 7 ở Southern League Premier Division, 2005–06
- Thành tích tốt nhất tại FA Cup:[2][3] vòng 1, 1947-48, 1961–62, 1972–73, 1973–74
- Thành tích tốt nhất tại FA Trophy:[2] vòng 3, 1970–71, 1973–74
- Thành tích tốt nhất tại FA Vase:[2] vòng 2, 1999–00
- Số khán giả đến xem nhiều nhất:[6] 7,160 gặp Oxford City, 1948-49

### Các kỉ lục của cầu thủ
- Cầu thủ ghi nhiều bàn thắng trong một mùa giải nhất: Tony Jacques, 62 bàn thắng, 1967–68

## Các cựu cầu thủ
1. Các cầu thủ thi đấu/dẫn dắt ở Football League hoặc cấp độ tương đương ở nước ngoài.
2. Các cầu thủ thi đấu trong đội tuyển quốc gia.
3. Các cầu thủ đang nằm giữ kỉ lục CLB hoặc làm đội trưởng của CLB.

| - Maurice Cook - Les Phillips - Roy Warhurst - Joe Ball - Jermaine McSporran - Kieran Sullivan | - Les Robinson - Norman Sylla - Howard Forinton - Ken Chapman - Matt Murphy | - Cyril Beavon - Paul Lamb - Alan Judge - Roy Proverbs - Andy Baird - Jon Corbett |